# Monegal (empresa)
Monegal és una marca de perfums espanyola fundada l'any 2009 per Ramon Monegal Masó, membre de la quarta generació d'una família de perfumistes de Barcelona. La família Monegal és coneguda per haver fundat el 1916 l'empresa Myrurgia, un referent en la indústria perfumera espanyola durant el segle XX.

## Història
La tradició perfumista de la família Monegal s'inicia el 1916, quan Esteve Monegal i Prat funda Myrurgia a Barcelona. L'empresa destacà tant pels seus productes com pel disseny dels seus envasos, amb col·laboracions d'artistes com Eduard Jener i Casellas. Un dels seus productes més coneguts va ser Maderas de Oriente. L'any 2000, Myrurgia fou adquirida pel grup empresarial Puig.
Ramon Monegal Masó, besnét del fundador, es va iniciar en el món de la perfumeria l'any 1972 a l'empresa familiar. Posteriorment, es va formar a Ginebra amb Artur Jordi Pey (Firmenich), a Grasse amb Marcel Carles (Roure Bertrand i Argeville) i a París amb Pierre Bourdon (Takasago i Fragrance Resources).
L'any 2009, després de més de tres dècades d'experiència, va fundar la marca que porta el seu nom. L'empresa centra la seva activitat en la producció de perfums d'autor, elaborats amb tècniques artesanals i matèries primeres seleccionades.